# Edson, Alberta
Edson är en ort i Kanada.   Den ligger i provinsen Alberta, i den centrala delen av landet, 3 000 km väster om huvudstaden Ottawa. Edson ligger 913 meter över havet och antalet invånare är 7 975.
Terrängen runt Edson är platt. Trakten runt Edson är nära nog obefolkad, med mindre än två invånare per kvadratkilometer.. Det finns inga andra samhällen i närheten.
I omgivningarna runt Edson växer i huvudsak barrskog.